# Мост Ногылли
«Мост Ногылли́» (англ. The Bridge at No Gun Ri) — книга 2001 года корейского журналиста Чхве Сан Хона (кор. 최상헌, англ. Sang-Hun Choe) и американских журналистов Чарльза Хэнли (англ. Charles Hanley) и Марты Мендосы (англ. Martha Mendoza) о массовом убийстве корейцев (в основном женщин и детей) около деревни Ногылли армией США во время Корейской войны. Авторы книги получили Пулитцеровскую премию в 2000 году за журналистское расследование этого инцидента.

## Критика
В 2002 году вышла книга «Ногылли: военная история инцидента Корейской войны» (англ. No Gun Ri: A Military History of the Korean War Incident), в которой историк Роберт Бейтман (англ. Robert Bateman) утверждает, что авторы «Моста Ногылли» использовали ненадежные источники и преувеличили количество жертв среди гражданских лиц.